# Ян Радван
Ян Радван (біл. Ян Радван, пол. Jan Radwan, лит. Jonas Radvanas, лат. Ioannes Radvanus, ? — після 1591) — поет-латиніст Великого князівства Литовського другої половини XVI століття, один із засновників жанру епічно-героїчної поезії у ВКЛ.

## Біографія
Про біографію Яна Радвана відомо мало. Початкову освіту отримав у Вільно, вчився у західно-європейських університетах, диплом отримав у Падуанському університеті.
Подорожував по Європі у почті Ходкевичів, пізніше служив у смоленського воєводи Яна Абрамовича.

## Творчість
Ян Радван писав латинською мовою, був послідовником Вергілія серед поетів Білорусі та Литви.
Найвизначніший твір Яна Радвана — поема «Radivilus, sive de vita…», більш відома як «Радзивіліада», написана на честь Миколая Радзивілла Рудого. Видана у 1592 році у друкарні Яна Карцана у Вільно, разом з творами інших авторів.
Поема написана дактиличним гекзаметром і містить 3 470 рядків.
Загалом вона присвячена подіям Лівонської війни і участі у ній Миколая Радзивілла, зокрема описує успішну для нього Битву на Улі.
Це найкраща спроба адаптації античної поезії до місцевих умов., стилізована під Іліаду та твори Вергілія. Вона просякнута патріотизмом, прославляє Батьківщину та її оборонців.
Ян Радван створив також низку панегіриків та поем («Epitalamium in nuptis… Christophori Monvidi Dorohostajski…», « Epitalamium in nuptis… Christophori Monvidi Dorohostajski» тощо).